# إدمون أجيوس
إدمون أجيوس (بالإنجليزية: Edmond Agius) (23 فبراير 1987 بمالطا - ) هو لاعب كرة قدم مالطي في مركز الوسط. شارك مع منتخب مالطا لكرة القدم. أما مع النوادي، فقد لعب مع نادي بيركيركارا ونادي فاليتا ونادي هيبرنيانز.

## مسيرته الكروية
لعب إدمون أجيوس خلال مسيرته الاحترافية مع 4 أندية في ثمانية عشر موسمًا وسجل خلالها 26 هدفًا ضمن 324 مباراة. حيث فاز في خمسة مواسم بالكأس وفي ثلاثة مواسم بالدوري.
خاض إدمون أجيوس مسيرته مع نادي هيبرنيانز في موسم 2003–04 ليلعب معه خمسة مواسم، مشاركًا في 77 مباراة سجل خلالها 4 أهداف. ثم انتقل إلى نادي فاليتا في موسم 2008–09 ليلعب معه ستة مواسم، حيث شارك في 144 مباراة سجل خلالها 16 هدفًا. لينتقل بعدها إلى نادي بيركيركارا في موسم 2014–15 ليلعب معه أربعة مواسم، مشاركًا في 59 مباراة سجل خلالها 5 أهداف. ثم انتقل إلى نادي سلايما واندريرز في موسم 2017–18 واستمر معه طيلة ثلاثة مواسم، مشاركًا في 44 مباراة سجل خلالها هدفًا واحدًا.

## وصلات خارجية
- إدمون أجيوس على موقع الاتحاد الدولي (مؤرشف)  (الإنجليزية)
- إدمون أجيوس على موقع قاعدة بيانات كرة القدم.إي يو (الإنجليزية)
- إدمون أجيوس على موقع ناشيونال فوتبول تيمز (الإنجليزية)
- إدمون أجيوس على موقع Soccerway.com (الإنجليزية)
- إدمون أجيوس على موقع عالم كرة القدم.نت (الإنجليزية)